# 哈瑟林讷
哈瑟林讷（德語：Haselünne，發音：[ˈhaːzl̩ˌʏnə] ⓘ）是德国下萨克森州埃姆斯兰县的城市，面积159.43平方千米，2023年12月31日人口为13,663人。

## 友好城市
- 荷蘭 埃尔堡（1989年）
- 法國 圣弗卢尔（1992年）